# 2002-es IIHF divízió II-es jégkorong-világbajnokság (selejtező)
A 2002-es IIHF divízió II-es jégkorong-világbajnokság selejtezőt Mexikóvárosban, Mexikóban rendezték április 11. és 13. között. A selejtezőben 3 válogatott vett részt, egy hármas csoportban.

## Résztvevők
A világbajnokságon az alábbi 3 válogatott vett részt.
| Csapat      | Kvalifikáció módja                                                             |
| ----------- | ------------------------------------------------------------------------------ |
| Új-Zéland   | Előző évben a divízió II A csoportjának 6. helyén végzett és kiesett.          |
| Mexikó      | Rendező, előző évben a divízió II B csoportjának 6. helyén végzett és kiesett. |
| Észak-Korea |                                                                                |

## Eredmények
| Jelmagyarázat              |
| -------------------------- |
| Feljutott a divízió II-be. |

### Végeredmény
| Nemzet      | M | Gy | D | V | G+ | G- | Gk | P |
| ----------- | - | -- | - | - | -- | -- | -- | - |
| Észak-Korea | 2 | 2  | 0 | 0 | 18 | 4  | +4 | 4 |
| Mexikó      | 2 | 0  | 1 | 1 | 7  | 13 | −6 | 1 |
| Új-Zéland   | 2 | 0  | 1 | 1 | 9  | 17 | −8 | 1 |

A mérkőzések kezdési időpontjai helyi idő szerint (UTC–6) értendők.
| 2002. április 11. 20:00 | Észak-Korea | 11–3 (3–0, 6–2, 2–1) | Új-Zéland | Mexikóváros |

|  |  |  |  |  |
|  |  |  |  |  |
|  |  |  |  |  |
|  |  |  |  |  |

| 2002. április 12. 20:00 | Mexikó | 1–7 (1–2, 0–4, 0–1) | Észak-Korea | Mexikóváros |

|  |  |  |  |  |
|  |  |  |  |  |
|  |  |  |  |  |
|  |  |  |  |  |

| 2002. április 13. 20:00 | Új-Zéland | 6–6 (1–3, 3–3, 2–0) | Mexikó | Mexikóváros |

|  |  |  |  |  |
|  |  |  |  |  |
|  |  |  |  |  |
|  |  |  |  |  |